# 苏昆比奥斯省
蘇昆比奧斯省（西班牙語：Provincia de Sucumbíos），是厄瓜多爾東北部的一個省，東鄰秘魯，北鄰哥倫比亞。地理上是安第斯山脈東坡，向東南過渡到亞馬遜平原，盛產石油。面積18,328平方公里。2001年人口128,995人。首府新洛哈。
1989年建省（自納波省）。下分七市。
1. ↑  Citypopulation.de
2. ↑  Villalba, Juan. . Scribd.   [2019-02-05] （西班牙语）.